# ザ・ベイビースターズ
ザ・ベイビースターズ（英語: The Babystars）は、日本の男性2人組ロックバンド。
1996年結成。所属レコード会社兼レーベルはアスタエンタテインメント。略称は「ベビスタ」。

## 概説

### 概要
1996年に田中明仁と高橋りきやを中心に結成。幾度かのメンバーチェンジを経て、1999年に浅見トマルが、2001年に市川洋介が加入し4人組のバンド編成となる。
2002年にKi/oon Recordsから1stシングル「ヒカリへ」を発売しメジャーデビューを果たす。
以後コンスタントに作品を発表し続けるが、2006年に浅見と市川が脱退。2人組のバンド編成となる。
2007年にアスタエンタテインメントに移籍し3rdアルバム『LIFE』を発売しインディーズデビュー。以降作品の発表はされておらず、ライブを中心とした活動を行っていたが、2014年6月30日に開催された国立代々木競技場・第一体育館で開催された『ANIMATION 15th ANNIVERSARY ONE PIECE SUPER LIVE ‘‘UTAGE’’ in a-nation』の参加を最後に、ライブ活動を行っていない。

### 楽曲制作
ほぼ全ての楽曲の作詞と作曲を田中が手掛けるが、共作含め他のメンバーも手掛ける。一例として3rdシングル「オレンジ」は田中と高橋が共作詞、高橋が作曲を、5thシングル「去りゆく君へ」のカップリング曲「Rocket」は浅見による作詞と作曲、6thシングル「夏のちから」は市川が作詞を、高橋が作曲を手掛けている。

## メンバー

### 現メンバー
- 田中明仁（1996年 - ）
  - 1975年6月30日（50歳）
  - 長野県松本市出身
  - ボーカル、ベース、作詞、作曲
- 高橋りきや（1996年 - ）
  - 1975年1月14日（50歳）
  - 血液型B型
  - 東京都出身
  - ギター、コーラス、作詞、作曲

### 元メンバー
- 浅見トマル（1999年 - 2006年）
  - 1975年3月17日（50歳）
  - 埼玉県秩父市出身
  - ドラムス、コーラス、作詞、作曲
- 市川洋介（2001年 - 2006年）
  - 1977年5月26日（48歳）
  - 福島県出身
  - ピアノ、コーラス、作詞、作曲

## バイオグラフィ
- 1996年：田中と高橋を中心に結成。
- 1999年
  - 9月：浅見が加入。
- 2001年
  - 8月：市川が加入。
- 2002年
  - 7月24日：Ki/oon Recordsから1stシングル「ヒカリへ」を発売しメジャーデビュー。
  - 10月23日：2ndシングル「なんで」発売。
- 2003年
  - 3月5日：3rdシングル「オレンジ」発売。
  - 4月9日：4thシングル「ヤング☆ヤング☆ヤング」と、1stアルバム『ベビスタ』を同時発売。
  - 10月8日：5thシングル「去りゆく君へ」発売。
- 2004年
  - 3月10日：1st映像作品『The Babystars MUSIC CLIPS「DvD」』発売。
  - 7月7日：「オレンジ」「ヤング☆ヤング☆ヤング」「去りゆく君へ」を再発売。
  - 8月25日：6thシングル「夏のちから」発売。
  - 11月10日：7thシングル「SUNDAY」発売。
  - 12月1日：2ndアルバム『laugh→love』発売。
- 2006年
  - 3月1日：8thシングル「World」発売。
  - 5月31日：浅見と市川が脱退。
- 2007年
  - 11月7日：アスタエンタテインメントに移籍し、3rdアルバム『LIFE』発売。
- 2012年
  - 10月21日：下北沢GARDENにて開催されたデビュー10周年記念のワンマンライブ『The BABYSTARS 10th Anniversary「四ッ星レストラン2012 ～一夜限りの再集結!?～」』にて市川、浅見が参加し、一夜限りの再結成を果たした。
- 2014年
  - 6月30日：国立代々木競技場・第一体育館で開催された『ANIMATION 15th ANNIVERSARY ONE PIECE SUPER LIVE ‘‘UTAGE’’ in a-nation』に出演。

## ディスコグラフィ

### シングル
|     | 発売日         | タイトル             | 規格              | 規格品番 | オリコン | 初収録アルバム |
| --- | -------------- | -------------------- | ----------------- | -------- | -------- | -------------- |
| 1st | 2002年7月24日  | ヒカリへ             | CD-DA             | KSCL-459 | 42位     | ベビスタ       |
| 2nd | 2002年10月23日 | なんで               | CD-DA             | KSCL-477 | 96位     | ベビスタ       |
| 3rd | 2003年3月5日   | オレンジ             | レーベルゲートCD  | KSCL-525 | 圏外     | ベビスタ       |
| 3rd | 2004年7月7日   | オレンジ             | レーベルゲートCD2 | KSCL-725 | 圏外     | ベビスタ       |
| 3rd | 2004年7月7日   | オレンジ             | CD-DA             | KSCL-951 | 圏外     | ベビスタ       |
| 4th | 2003年4月9日   | ヤング☆ヤング☆ヤング | レーベルゲートCD  | KSCL-539 | 圏外     | ベビスタ       |
| 4th | 2004年7月7日   | ヤング☆ヤング☆ヤング | レーベルゲートCD2 | KSCL-726 | 圏外     | ベビスタ       |
| 4th | 2004年7月7日   | ヤング☆ヤング☆ヤング | CD-DA             | KSCL-954 | 圏外     | ベビスタ       |
| 5th | 2003年10月8日  | 去りゆく君へ         | レーベルゲートCD  | KSCL-619 | 84位     | laugh→love     |
| 5th | 2004年7月7日   | 去りゆく君へ         | レーベルゲートCD2 | KSCL-727 | 84位     | laugh→love     |
| 5th | 2004年7月7日   | 去りゆく君へ         | CD-DA             | KSCL-960 | 84位     | laugh→love     |
| 6th | 2004年8月25日  | 夏のちから           | レーベルゲートCD2 | KSCL-702 | 圏外     | laugh→love     |
| 6th | 2004年8月25日  | 夏のちから           | CD                | KSCL-969 | 圏外     | laugh→love     |
| 7th | 2004年11月10日 | SUNDAY               | CD EXTRA          | KSCL-746 | 53位     | laugh→love     |
| 8th | 2006年3月1日   | World                | CD-DA             | KSCL-947 | 122位    | 未公表         |

### オリジナルアルバム
|                                         | 発売日                    | タイトル                  | 規格                      | 規格品番                  | オリコン                  |                           |                           |                           |                           |
| メジャー (Ki/oon Records)               | メジャー (Ki/oon Records) | メジャー (Ki/oon Records) | メジャー (Ki/oon Records) | メジャー (Ki/oon Records) | メジャー (Ki/oon Records) | メジャー (Ki/oon Records) | メジャー (Ki/oon Records) | メジャー (Ki/oon Records) | メジャー (Ki/oon Records) |
| --------------------------------------- | ------------------------- | ------------------------- | ------------------------- | ------------------------- | ------------------------- | ------------------------- | ------------------------- | ------------------------- | ------------------------- |
| 1st                                     | 2003年4月9日              | ベビスタ                  | CD                        | KSCL-529                  | 139位                     |                           |                           |                           |                           |
| 2nd                                     | 2004年12月1日             | laugh→love                | レーベルゲートCD2         | KSCL-703                  | 97位                      |                           |                           |                           |                           |
| インディーズ (アスタエンタテインメント) |                           |                           |                           |                           |                           |                           |                           |                           |                           |
| 3rd                                     | 2007年11月7日             | LIFE                      | CD                        | POCE-3242                 | 圏外                      |                           |                           |                           |                           |

### 映像作品
|     | 発売日        | タイトル                         | 規格 | 規格品番  | オリコン |
| --- | ------------- | -------------------------------- | ---- | --------- | -------- |
| 1st | 2004年3月10日 | The Babystars MUSIC CLIPS「DvD」 | DVD  | KSBL-5780 | 圏外     |

### 参加作品
| タイトル                                              | 規格 | 備考 |
| ----------------------------------------------------- | ---- | --- |
| ワンピース TV主題歌集DVD                              | DVD  | 2004年3月17日に発売されたフジテレビ系列アニメ『ONE PIECE』の映像作品。1stシングルの表題曲「ヒカリへ」のテレビサイズが収録されている。  |
| 焼きたて!!ジャぱん Original Sound Track               | CD   | 2005年3月24日に発売されたテレビ東京系列アニメ『焼きたて!!ジャぱん』のサウンドトラック。7thシングルの表題曲「SUNDAY」が収録されている。 |
| ONE PIECE BEST ALBUM〜ワンピース主題歌集 2ndピース〜  | CD   | 2005年3月24日に発売されたフジテレビ系列アニメ『ONE PIECE』のサウンドトラック。1stシングルの表題曲「ヒカリへ」が収録されている。        |
| 焼きたて!!ジャぱん 主題歌集 BESTぱん!                 | CD   | 2006年6月21日に発売されたテレビ東京系列アニメ『焼きたて!!ジャぱん』のサウンドトラック。7thシングルの表題曲「SUNDAY」が収録されている。 |
| ONE PIECE SUPER BEST                                  | CD   | 2007年3月7日に発売されたフジテレビ系列アニメ『ONE PIECE』のサウンドトラック。1stシングルの表題曲「ヒカリへ」が収録されている。         |
| ONE PIECE MEMORIAL BEST                               | CD   | 2010年3月17日に発売されたフジテレビ系列アニメ『ONE PIECE』のサウンドトラック。1stシングルの表題曲「ヒカリへ」が収録されている。        |
| ONE PIECE 15th Anniversary BEST ALBUM                 | CD   | 2013年1月16日に発売されたフジテレビ系列アニメ『ONE PIECE』のサウンドトラック。1stシングルの表題曲「ヒカリへ」が収録されている。        |
| アニソンLOVE! 紅組                                    | CD   | 2016年3月30日に発売されたフジテレビ系列アニメ『ONE PIECE』のサウンドトラック。1stシングルの表題曲「ヒカリへ」が収録されている。        |
| 週刊少年ジャンプ50th Anniversary BEST ANIME MIX vol.1 | CD   | 2018年1月10日に発売されたフジテレビ系列アニメ『ONE PIECE』のサウンドトラック。1stシングルの表題曲「ヒカリへ」が収録されている。        |
| ONE PIECE 20th Anniversary BEST ALBUM                 | CD   | 2019年3月27日に発売されたフジテレビ系列アニメ『ONE PIECE』のサウンドトラック。1stシングルの表題曲「ヒカリへ」が収録されている。        |

## タイアップ一覧
| 使用年 | 楽曲                 | タイアップ先                                                                                 |
| ------ | -------------------- | -------------------------------------------------------------------------------------------- |
| 2002年 | ヒカリへ             | フジテレビ系アニメ『ONE PIECE』第3期オープニングテーマ                                       |
| 2002年 | ヒカリへ             | バンダイ ゲームソフト「ONE PIECE トレジャーバトル!」CMソング                                 |
| 2002年 | happy days?          | テレビ神奈川『第84回全国高校野球選手権神奈川大会』高校野球中継オープニングソング             |
| 2002年 | なんで               | テレビ朝日系『内村プロデュース』2002年10月-12月度エンディングテーマ                          |
| 2002年 | なんで               | テレビ神奈川『saku saku』2002年11月度エンディングテーマ                                      |
| 2003年 | オレンジ             | ブルボン「牛乳でおいしくつめたいココア」CFソング                                             |
| 2003年 | オレンジ             | TBS系『王様のブランチ』2003年2・3月度エンディングテーマ                                      |
| 2003年 | オレンジ             | テレビ神奈川『saku saku』2003年3月度エンディングテーマ                                       |
| 2003年 | ヤング☆ヤング☆ヤング | 日本テレビ系『どっちの料理ショー』2003年4月-6月度エンディングテーマ                          |
| 2003年 | スパイラル           | 東海テレビ『ダシヌキ!』エンディングテーマ                                                    |
| 2003年 | love                 | ショッピングセンター『アルパーク』広島地区CMソング                                           |
| 2004年 | 夏のちから           | 日本テレビ系『汐留スタイル!』Stylish Play                                                    |
| 2004年 | 夏のちから           | 鹿児島放送『第86回全国高等学校野球選手権鹿児島大会』テーマソング                             |
| 2004年 | 夏のちから           | 朝日放送テレビ"ナイトinナイト"『にこいち 〜スーパースター友情列伝〜』9月期エンディングテーマ |
| 2004年 | SUNDAY               | テレビ東京系6局アニメ『焼きたて!!ジャぱん』第1期エンディングテーマ                           |
| 2004年 | 360°カメラ           | カメラ店『カメラのアマノ』東海地区CMソング                                                   |
| 2006年 | World                | オンラインショッピングモールサイト『gooten』キャンペーンソング                               |

## 提供楽曲

### 高橋りきや
- 加藤和樹
  - 夢でいいから（作詞・作曲・共編曲）

### 市川洋介
- 加藤和樹
  - 夢でいいから（共編曲）
- マイナスターズ
  - 当てさせて（作曲）
- fumika
  - たいせつな光 〜pf ver.〜（編曲）

## ライブ
| 日程           | 種別             | タイトル                                                                                    | 会場・備考 |
| -------------- | ---------------- | ------------------------------------------------------------------------------------------- | --- |
| 2007年12月14日 | ワンマンライブ   | MY LIFE                                                                                     | 会場 - 12/14 SHIBUYA BOXX (東京都) 結成10周年記念による3rdアルバム『LIFE』を引っ提げて開催された。                                                 |
| 2008年3月24日  | ワンマンライブ   | The BABYSTARS スペシャルアコースティックワンマンライブ 「小さな部屋」                       | 会場 - 03/24 高円寺ONE (東京都) |
| 2008年7月25日  | ワンマンライブ   | The BABYSTARS presents 「小さな部屋vol.2」 11th ANNIVERSARY ワンマンライブ                  | 会場 - 07/25 下北沢440 (東京都) 結成11周年を記念して開催された。                                                                                   |
| 2008年12月21日 | ワンマンライブ   | ベイビースターズ忘年会ライブ 小さな部屋2008年忘れ                                           | 会場 - 12/21 高円寺ONE (東京都) 30名限定で開催された。                                                                                             |
| 2009年7月24日  | スリーマンライブ | The BABYSTARS presents 「三種の仁義なき戦い2009」 ～べビスタ12周年の乱～                    | 会場 - 07/24 青山月見ル君想フ (東京都) 結成12周年を記念して開催されたスリーマンライブ。SATANICBRAINと唄人羽が出演した。                            |
| 2010年7月24日  | ワンマンライブ   | The BABYSTARS 13th anniversary live 「昼も夜もべビスタワールド ～もちろんりきやも一緒よ～」 | 会場 - 07/24 渋谷七面鳥 (東京都) 結成13周年を記念して開催された。                                                                                  |
| 2012年10月21日 | ワンマンライブ   | The BABYSTARS 10th Anniversary 「四ッ星レストラン2012 ～一夜限りの再集結!?～」              | 会場 - 10/21 下北沢GARDEN (東京都) デビュー10周年を記念して開催された。この公演のみ2006年に脱退した市川と浅見が参加し、1夜限りの再結成を果たした。 |

## 出演イベント
| 公演年 | 形態       | タイトル                                                                             | 公演日・会場                                                |
| ------ | ---------- | ------------------------------------------------------------------------------------ | ----------------------------------------------------------- |
| 2007年 | ゲスト出演 | 未公表                                                                               | 11/01 Shibuya O-Crest (東京都)                              |
| 2007年 | 単独出演   | 文化放送「浜松町サウンドファクトリー」公開録音ライブ                                 | 11/09 浜松町駅北口改札前 文化放送1階ライブスペース (東京都) |
| 2007年 | ゲスト出演 | 心斎橋ロック                                                                         | 11/16 OSAKA MUSE (大阪府)                                   |
| 2007年 | ゲスト出演 | CURTAIN CALL                                                                         | 11/29 柏ZaX (千葉県)                                        |
| 2008年 | ゲスト出演 | Crest Cup Vol.64 ～きみに聴かせたいうたがあるんだ～                                  | 02/27 Shibuya O-Crest (東京都)                              |
| 2008年 | ゲスト出演 | SWEET MOON                                                                           | 04/27 青山月見ル君想フ (東京都)                             |
| 2008年 | ゲスト出演 | Crest Cup Special Day -最初から最後までイベントを楽しんだ人は500円キャッシュバック!- | 06/26 Shibuya O-Crest (東京都)                              |
| 2008年 | ゲスト出演 | SWEET MOON                                                                           | 08/28 青山月見ル君想フ (東京都)                             |
| 2008年 | ゲスト出演 | リップ・ヴァンズ主催イベント『One to One vol.3』                                     | 11/14 Shibuya O-WEST (東京都)                               |
| 2009年 | ゲスト出演 | SWEET MOON                                                                           | 02/12 青山月見ル君想フ (東京都)                             |
| 2009年 | ゲスト出演 | 唄のハレルヤ Vol.40                                                                  | 04/04 吉祥寺プラネットK (東京都)                            |
| 2009年 | ゲスト出演 | 大内啓介 1st solo single レコ発「19」                                                | 05/05 SHIBUYA DESEO (東京都)                                |
| 2009年 | ゲスト出演 | INDEPENDENCE DAY EPISODE1                                                            | 09/06 吉祥寺プラネットK (東京都)                            |
| 2014年 | ゲスト出演 | ANIMATION 15th ANNIVERSARY ONE PIECE SUPER LIVE ‘‘UTAGE’’ in a-nation                | 06/30 国立代々木競技場・第一体育館 (東京都)                 |